# Jean Dybowski
Jean Thadée Emmanuel Dybowski (Charonne, París, 20 de abril de 1856 - Mandres-les-Roses, 18 de diciembre de 1928) fue un ingeniero agrónomo, botánico y explorador francés de origen polaco.

## Biografía

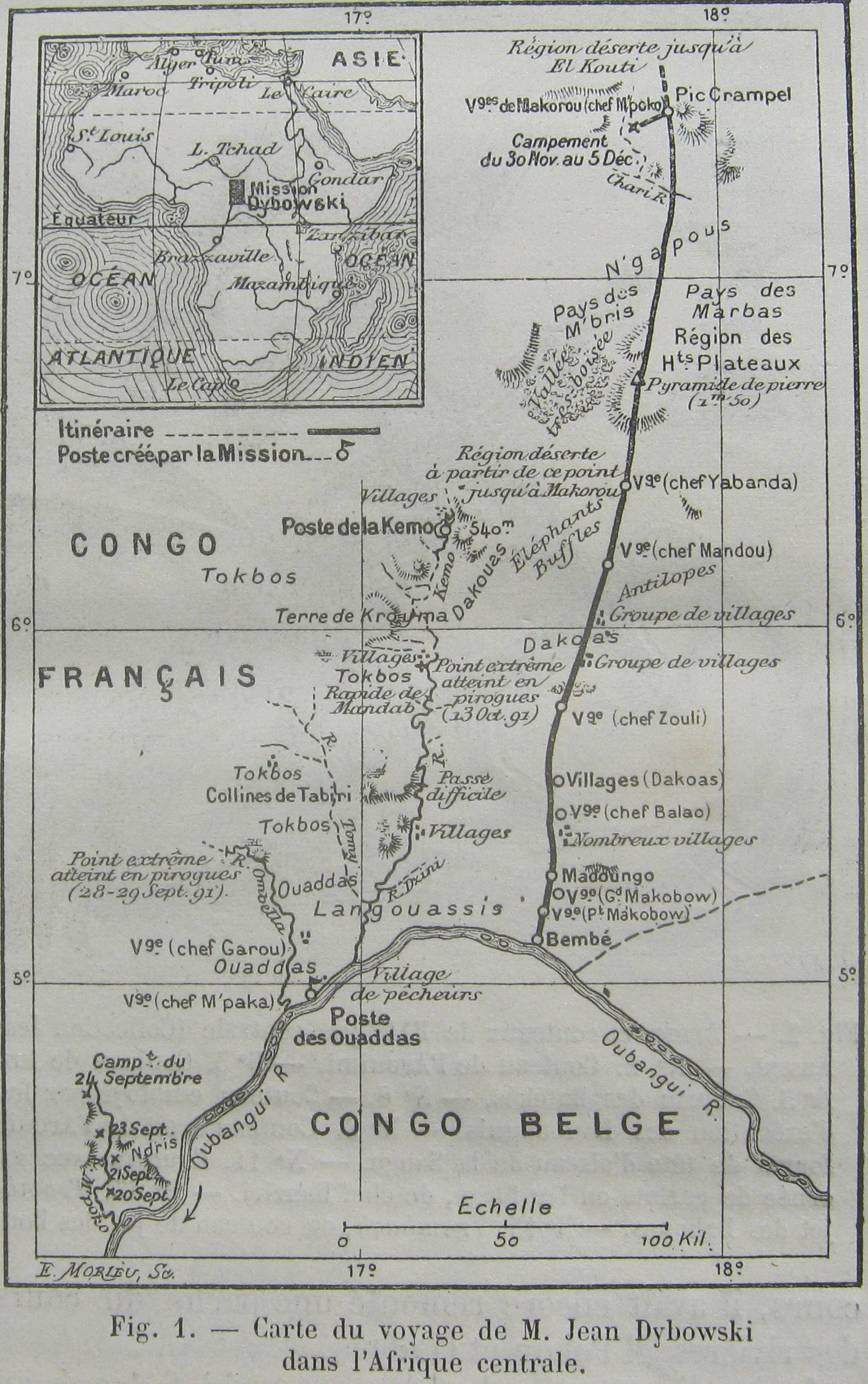
Mapa de la expedición Dybowski de 1891 aparecido en La Nature, diciembre de 1892

Fue hijo de Józef Dybowski, un oficial polaco, y de Kamila Kosiorowska, que se establecieron en Francia después del fallido Levantamiento de Noviembre de 1831. Estudió en la Escuela de Agricultura de Grignon y en 1886 enseñó en esta escuela como profesor de horticultura. En 1889, realizó un viaje de estudios por el sur de Argelia. 
En 1891, Dybowski fue elegido por el Comité del África Francesa para liderar una expedición al Congo Francés con el propósito de expandir y consolidar la influencia francesa en la región al norte del río Ubangui y de realizar estudios científicos. En agosto de 1891, desembarcó en Bangui y la expedición remontó el Ubangui en canoas hasta Bembé, donde comenzaron el itinerario por tierra. Investigaron el territorio entre la cuenca del río Congo y el lago Chad, logrando determinar el curso del río Chari y sus afluentes. Cuando les informaron de que el explorador Paul Crampel había sido asesinado, la misión amplió sus objetivos con la búsqueda de los supervivientes de la misión Crampel. En noviembre de 1891, llegaron a la aldea de Yabanda, donde supuestamente vengaron la muerte de Crampel, llevada a cabo por traficantes de esclavos. Poco después, llegaron a las aldeas de Makorou, al norte del río Chari, pero se vieron obligados a regresar al sur debido a la escasez de provisiones, llegando finalmente a Bangui y desde allí Dybowski volvió a Francia.   
En 1892, Dybowski fue nombrado Inspector general de agricultura en las colonias, y volvió a la región del Congo entre 1893 y 1894, realizando nuevas investigaciones en ciencias naturales. En 1895, fue nombrado director de agricultura y comercio en Túnez, promoviendo allí la irrigación, la construcción de pozos artesianos y el establecimiento de oasis artificiales. En 1899, fundó la estación agronómica de Nogent-sur-Marne, actualmente Jardín Tropical de París.
Dybowski ejerció como profesor de cultivos tropicales en el Instituto Agronómico Nacional de Mandres-les-Roses. También estuvo enseñando en Polonia, colaborando como profesor en el Instituto Científico Estatal de Economía Rural de Puławy.

## En la Ciencia
Como naturalista, Dybowski antepuso el aspecto científico de las misiones que dirigió a otros intereses, recopilando numerosas colecciones botánicas, zoológicas y etnográficas. Apasionado por la ornitología, envió al Museo Nacional de Historia Natural de Francia cerca de seiscientos ejemplares de aves pertenecientes a ciento sesenta especies, que serían descritas por el ornitólogo Émile Oustalet. Este último nombró en su honor a una especie africana de ave paseriforme, el Estrilda de Dybowski Euschistospiza dybowskii. Informó sobre varias especies de crustáceos, entre ellas el cangrejo de agua dulce africano Potamonautes dybowskii, nombrado en su honor por la zoóloga estadounidense Mary Jane Rathbun.
La mangosta de Pousargues (Dologale dybowskii)  también lleva su nombre, ya que Dybowski recolectó los especímenes tipo de la especie en 1892 durante su viaje a lo largo del río Ubangi. El roedor Mylomys dybowskii fue asimismo nombrado en su honor por Pousarges en 1893.
La abreviatura J.Dyb. se utiliza para indicar a Dybowski como el autor cuando se cita un nombre botánico. 

## Obras
- L'Extrème-Sud Algérien [El Extremo sur de Argelia] (1891)
- La route du Tchad: du Loango au Chari [El camino al Chad: de Loango al Chari] (1893)
- Vers le Tchad, à la recherche de Crampel [Hacia el Chad, en busca de Crampel] (1893)
- Traité de culture potagère [Tratado sobre el cultivo de hortalizas] (1895)
- Les Jardins d’essai [Los Jardines de prueba] (1897)
- Guide du jardinage [Guía de jardinería] (1899)
- Jardin d’essais colonial à Vincennes [Jardín experimental colonial en Vincennes] (1899)
- Le Congo méconnu [El Congo desconocido] (1912)